# Ngradin
Ngradin is een bestuurslaag in het regentschap Bojonegoro van de provincie Oost-Java, Indonesië. Ngradin telt 1943 inwoners (volkstelling 2010).